# Bronko Nagurski
Bronislau „Bronko“ Nagurski (* 3. November 1908 in Rainy River, Ontario; † 7. Januar 1990 in International Falls, Minnesota), Spitzname: „Monster of the Midway“, war ein kanadischer American-Football-Spieler. Er gilt als einer der besten Spieler in der Geschichte der National Football League (NFL).

## Jugend
Nagurski wuchs als Sohn der ukrainischen Einwanderer Amelia und Michael Nagurski zunächst in Kanada, später dann in International Falls im US-Bundesstaat Minnesota an der Grenze zu Kanada auf. Seine Eltern gehörten zur ukrainischen Minderheit in Polen und betrieben in Kanada eine Farm. Der Schüler Nagurski musste täglich vier Meilen zu seiner Schule hin und zurück laufen. Seine Leidenschaft war Ringen und Boxen, was allerdings aufgrund der großen Verletzungsgefahr von seiner Mutter abgelehnt wurde. Seinen Rufnamen Bronko erhielt er von seinen Freunden, die Schwierigkeiten mit der Aussprache seines Vornamens hatten. Der Name blieb ihm bis zu seinem Lebensende erhalten.

## Footballspieler

### College
Nagurski erhielt 1926 ein Stipendium an der University of Minnesota und spielte dort College Football zusammen mit George Gibson bei den Minnesota Golden Gophers sowohl als Fullback, wie auch als Defensive Tackle in der Abwehr. Mit Nagurski gewannen die Gophers zwischen 1927 und 1929 18 Spiele, verloren vier, zwei Spiele gingen unentschieden aus. Seine Rückennummer 72 wird durch die Gophers nicht mehr vergeben. Bronko Nagurski wurde von 1927 bis 1929 zum All American gewählt. Aufgrund seiner sportlichen Leistungen wurde er von seinem College mehrfach ausgezeichnet. Der herausragende Athlet machte dadurch schnell die Scouts der Profiliga NFL auf sich aufmerksam.

### Profizeit
1930 wurde Nagurski von den Chicago Bears von ihrem legendären Teambesitzer und ab 1933 auch wieder als Head Coach der Mannschaft tätigen George "Papa Bear" Halas verpflichtet. In Chicago wurde er Mitspieler von Red Grange. Die ersten beiden Jahre wurde er fast ausschließlich als Defensive Tackle eingesetzt. 1932 verpflichteten die Bears den End Bill Hewitt und Nagurski erhielt ab diesem Jahr verstärkt Einsatzzeit als Fullback. Nagurski entwickelte sich dabei zu einem gefürchteten Angriffsspieler, der oftmals aufgrund seiner Größe und seines für einen Fullback idealen Gewichts (188 cm groß, 109 kg schwer) mehrere Abwehrspieler mit sich zog. Während seiner Karriere erzielte er insgesamt 18 Touchdowns durch Laufspiel.

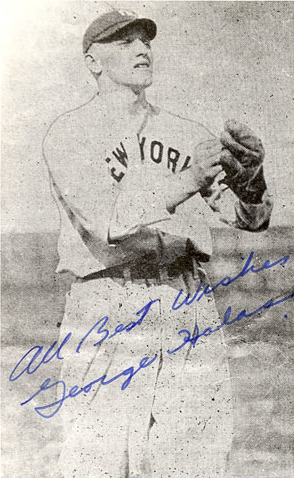
George Halas

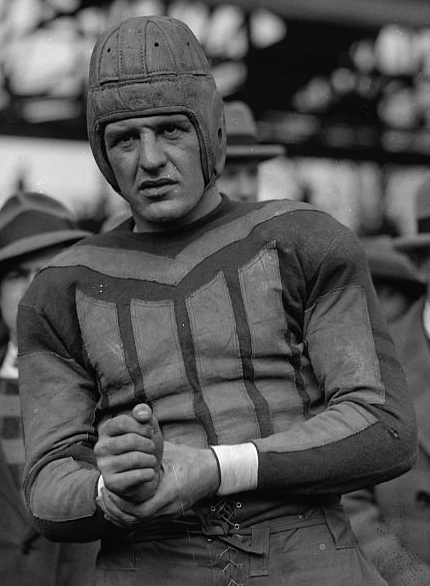
Red Grange

In den 30er Jahren war Football überwiegend ein Laufspiel. Der Pass war eine Ausnahme. Obwohl Nagurski nie als Quarterback aufgestellt war, warf er zur Überraschung seiner Gegenspieler hin und wieder den Ball zu einem Wide Receiver, nachdem er ihn von seinem eigenen Quarterback erhalten hatte. Es entwickelte sich daraufhin in der NFL eine große Diskussion über die Zulässigkeit von Passspielzügen, die darin endete, dass sich das Passspiel immer mehr durchsetzte.
Nagurski gewann mit den Bears 1932 die NFL Championship. Es gab noch kein Endspiel. Der jeweilige Tabellenführer wurde Meister. Im Jahr 1933 wurde dann zum ersten Mal ein NFL Championship Game ausgetragen. Die Bears konnten sich mit 23:21 vor 27.000 Zuschauern gegen die New York Giants durchsetzen. Auch in diesem Spiel betätigte sich Nagurski als Passgeber. Sein von Bill Hewitt gefangener Pass spielte dieser mit einem zulässigen Lateralpass nach hinten zu Bill Karr, der dann einen Touchdown erzielte.
Für großes Aufsehen sorgten auch die Duelle mit dem späteren Mitglied in der Pro Football Hall of Fame Clarke Hinkle. Die Bears und die Mannschaft von Hinkle, die Green Bay Packers, trafen regelmäßig aufeinander und Nagurski, der auch als Tackle auflief, behielt dabei nicht immer die Oberhand.
1937 beendete Nagurski seine Karriere als Footballspieler. Er wurde Wrestler, kehrte allerdings 1943 auf die Footballbühne zurück, da Spieler aufgrund des Zweiten Weltkriegs knapp waren. Im Trikot der Bears gelang ihm sogar noch einmal ein Touchdown. Die Bears gewannen erneut die Meisterschaft und konnten sich mit 41:21 gegen die Washington Redskins durchsetzen.

### Ehrungen im Footballsport
Nagurski ist Mitglied in der Pro Football Hall of Fame und in dem National Football League 75th Anniversary All-Time Team. Er war einer der ersten Spieler der in die Pro Football Hall of Fame aufgenommen wurde. In das All-Time Team wurden die besten Spieler aller Zeiten aufgenommen. Nagurski ist zudem Angehöriger College Football Hall of Fame, in der University of Minnesota Hall of Fame und in der Chicagoland Sports Hall of Fame. Seine Rückennummer 3 wird durch die Bears nicht mehr vergeben. Im Jahr 1969 wurde er durch amerikanische Sportjournalisten in das All-Time All-America-Team des College Footballs gewählt. 2003 wurde Nagurski auf einer Briefmarke, ausgegeben durch die Post der USA, verewigt. Durch amerikanische Sportjournalisten wird seit 1993 jährlich die Bronko Nagurski Trophy an den besten Abwehrspieler im Collegefootball vergeben.

## Wrestlingkarriere
Nach seiner Footballkarriere verdiente Nagurski zwischen 1937 und 1943 sein Geld als Wrestler bei der damaligen National Wrestling Association und der daraus entstandenen National Wrestling Alliance. In beiden Ligen konnte er auch Titel erringen.

## Erfolge
- National Wrestling Association

- 2× NWA World Heavyweight Champion

- National Wrestling Alliance

- 1× NWA World Tag Team Champion (Minneapolis version; mit Verne Gagne)
- 2× NWA Pacific Coast Heavyweight Champion (San Francisco version)

Weitere Titel/Wrestlingehrungen
- 1× World Heavyweight Championship (Los Angeles version)
- World Heavyweight Championship (professional wrestling)
- 2× World Heavyweight Championship (Minneapolis version)
- Wrestling Observer Newsletter Hall of Fame (Class of 1996)

## Nach der Sportlerlaufbahn
1960 beendete Nagurski aufgrund körperlicher Probleme seine Karriere als Profisportler. Er war verheiratet und das Paar hatte ein Kind. Sein Sohn Bronko Nagurski Jr. spielte Canadian Football bei den Hamilton Tiger-Cats in der Canadian Football League (CFL). Bis 1978 betrieb Nagurski in International Falls eine Tankstelle. Dort befindet sich auch ein Museum, welches seinen Namen trägt. Bronko Nagurski ist auf dem Saint Thomas Cemetery in International Falls, Minnesota, beerdigt.

## Quelle
- Jens Plassmann: NFL – American Football. Das Spiel, die Stars, die Stories (= Rororo 9445 rororo Sport). Rowohlt, Reinbek bei Hamburg 1995, ISBN 3-499-19445-7.